# Barbara Schüttpelz
Barbara Schüttpelz, född den 9 september 1956 i Emsdetten i Tyskland, är en västtysk kanotist.
Hon tog OS-silver i K-1 500 meter och OS-brons i K-2 500 meter i samband med de olympiska kanottävlingarna 1984 i Los Angeles.